# Basilica di San Giovanni Evangelista (Castelseprio)
La basilica di San Giovanni Evangelista sorgeva a Castelseprio (Varese) e costituiva il principale complesso religioso del castrum romano, poi longobardo.
Fa parte del sito seriale "Longobardi in Italia: i luoghi del potere", comprendente sette luoghi densi di testimonianze architettoniche, pittoriche e scultoree dell'arte longobarda, iscritto alla Lista dei patrimoni dell'umanità dell'UNESCO nel giugno 2011.

## Descrizione
Il complesso comprendeva la basilica, intitolata a san Giovanni Evangelista, e un battistero ottagonale di ascendenza paleocristiana; entrambi gli edifici, come l'intero castrum, furono tuttavia radicalmente ristrutturati nel VII secolo dai Longobardi, che li utilizzarono, sia internamente sia esternamente, come sepolcreti per i notabili locali. Scampati, come gli altri edifici religiosi longobardi di Castelseprio, alla distruzione del castrum operata dai Visconti nel tardo XIII secolo, la basilica e il battistero sono successivamente andati in rovina; ne rimangono a testimonianza soltanto i ruderi.